# Pabuaran (Purwokerto Utara)
Pabuaran is een bestuurslaag in het regentschap Banyumas van de provincie Midden-Java, Indonesië. Pabuaran telt 4890 inwoners (volkstelling 2010).